# Carmen Serret
Carmen Serret García (Barcelona, 4 de diciembre de 1959 - Bellavista, 3 de julio de 2025) fue una actriz española de cine y televisión. Trabajó en películas dirigidas por Ignacio Iquino, Carlos Aured, Antoni Ribas, Ricard Reguant o José Antonio de la Loma.

## Biografía
Carmen Serret debutó en 1977 junto a Paco Martínez Soria en la obra de teatro Guárdame el secreto, Lucas, al sustituir una actriz que había quedado embarazada.

"Fueron casi 10 meses, los más entrañables de mi juventud. Los ensayos eran duros ya que Paco Martínez Soria era un actor como la copa de un pino pero muy exigente y con un fuerte carácter. Pero ese maravilloso señor divertido y buena persona, me enseñó lo que yo más amaba, interpretar. Lloré cuando no salían las cosas según lo previsto y eran muchas horas de ensayos y de aprenderse un guión, pero el día de mi debut allí estaba yo, sin nervios, con una ilusión inexplicable y dando lo mejor de mí.
Carmen Serret, sobre Paco Martínez Soria (2015)

Su primera aparición en pantalla fue en Viriato (1979), serie de televisión de José Antonio de la Loma producida por Televisión Española. Intervienen en el rodaje de Viriato unos cincuenta actores, cuyo reparto encabezan Simón Andreu, Mercedes Sampietro, Frank Braña y José María Blanco.
A los 20 años, el director Ignacio Iquino la renombra con el nombre artístico Carla Day o Carla Dey y filma su primera película La desnuda chica del relax (1981). Tras su segunda película, Inclinación sexual al desnudo (1982), se convierte en una actriz de culto del Cine "S" con títulos como Playa azul, Porno, situación límite, Bacanales romanas o En busca del polvo perdido.

"Marta Flores me llamó también para una prueba con Ignacio F.Iquino y este decidió que mi nombre no era comercial, así nació Carla Day. En aquella época se llevaba cambiarse el nombre, yo era muy joven, unos 20 años y deslumbrada por una cámara y unos focos, a mi me daba igual el nombre, lo que quería era interpretar.
Carmen Serret, sobre su pseudónimo (2015)

Rodó la película De niña a mujer (1983) de Carlos Aured y participó en películas de terror como Morbus (1983), dirigida por Ignasi P. Ferrer y escrita por Isabel Coixet, o El Invernadero (1983) de Santiago Lapeira. Trabajó en películas como Victoria! La gran aventura de un pueblo (1983) de Antoni Ribas o Yo, el Vaquilla (1985) de José Antonio de la Loma. En 1985 participó como azafata en el programa de televisión Si lo sé no vengo presentado por Jordi Hurtado.
Aparece en Los perversos rostros de Víctor Israel (2010), documental sobre el actor Víctor Israel en la que explica su trabajo con el actor en la película Morbus (O bon profit). Tras coincidir en una proyección organizada por el fanzine El buque maldito que recuperaba la película Morbus, en 2014 el director Pere Koniec le ofrece un personaje en el mediometraje Difuminado, volviendo al cine después de 28 años.
Participó en la películas Crisis, ¿qué crisis? (2015) o Pasión criminal (2015) y en los cortometrajes Una historia de violencia (2016), ROCky (2020) y Mi turno (2020). Su última aparición fue un pequeño personaje en El rey Peret, telefilme de 2024 dirigido por Esteve Rovira sobre la biografía del cantante Peret.

## Fallecimiento
Carmen Serret falleció el 3 de julio de 2025 a los 65 años en Bellavista. Desde varias redes sociales, sus amigos y compañeros de profesión expresaron sus condolencias. El Festival de Cine de Sitges le dedicó un texto en su memoria:

"In Memoriam - Carmen Serret: Justo cuando cerrábamos la semana pasada, nos tocó despedirnos de Carmen Serret, actriz barcelonesa de cine y televisión, que tuvo a principios de los años 80 una destacable participación en ese cine de género que tan rara -y gloriosa- vez logra aflorar en nuestro territorio. De la mano de Ignasi P. Ferré o Santiago Lapeira dejó su marca en títulos como Morbus (O bon profit) o El invernadero, joyas fílmicas que no tendrían el mismo valor sin su aportación. Descanse en paz.
Festival de Cine de Sitges (2025)

## Filmografía
- La desnuda chica del relax (1981)
- Inclinación sexual al desnudo (1982)
- Playa azul (1982)
- Porno: Situación límite (1982)
- Jóvenes amiguitas buscan placer (1982)
- Bacanales romanas (1982)
- Una virgen para Calígula (1982)
- De niña a mujer (1982)
- En busca del polvo perdido (1982)
- Morbus (o bon profit) (1983)
- La selva está loca, loca, loca... (1983)
- Victoria! La gran aventura de un pueblo (1983)
- No me toques el pito que me irrito (1983)
- El invernadero (1983)
- Yo, «el Vaquilla»' (1985)
- Más allá de la muerte (1986)
- Difuminado (2014)
- Crisis, ¿qué crisis? (2015)
- Pasión criminal (2015)
- Una historia de violencia (2016), (cortometraje)
- ROCky (2020), (cortometraje)
- Mi turno (2020), (cortometraje)
- Bichos raros (2023), (largometraje)
- Peret (2024), (telefilme)